# Macromitrium laxo-torquatum
Macromitrium laxo-torquatum là một loài rêu trong họ Orthotrichaceae. Loài này được Müll. Hal. ex Besch. mô tả khoa học đầu tiên năm 1880.